# Aspidotis carlotta-halliae
Aspidotis carlotta-halliae är en kantbräkenväxtart som först beskrevs av Wagner och E. F. Gilbert, och fick sitt nu gällande namn av David Bruce Lellinger. Aspidotis carlotta-halliae ingår i släktet Aspidotis och familjen Pteridaceae. Inga underarter finns listade.

## Bildgalleri

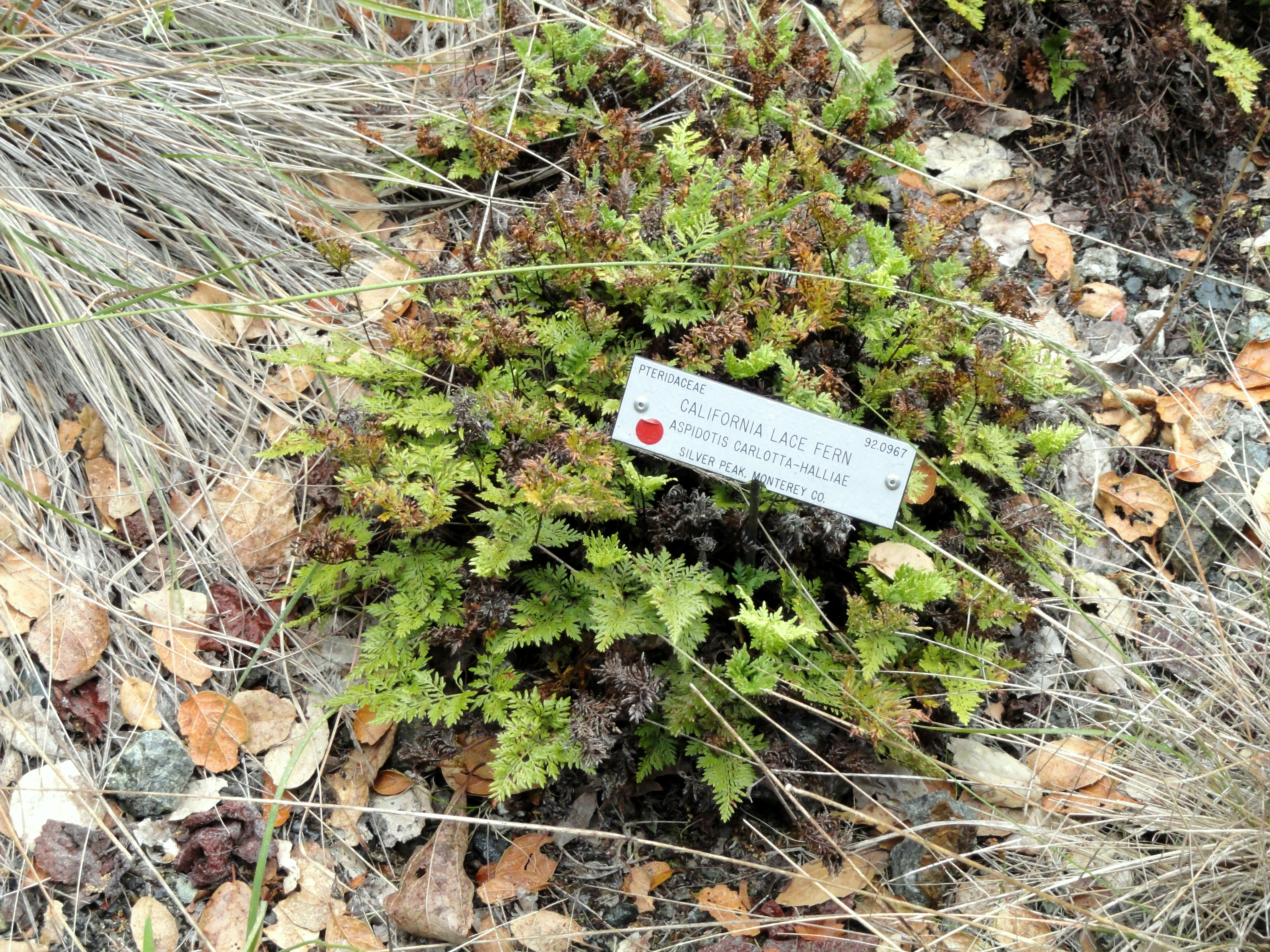
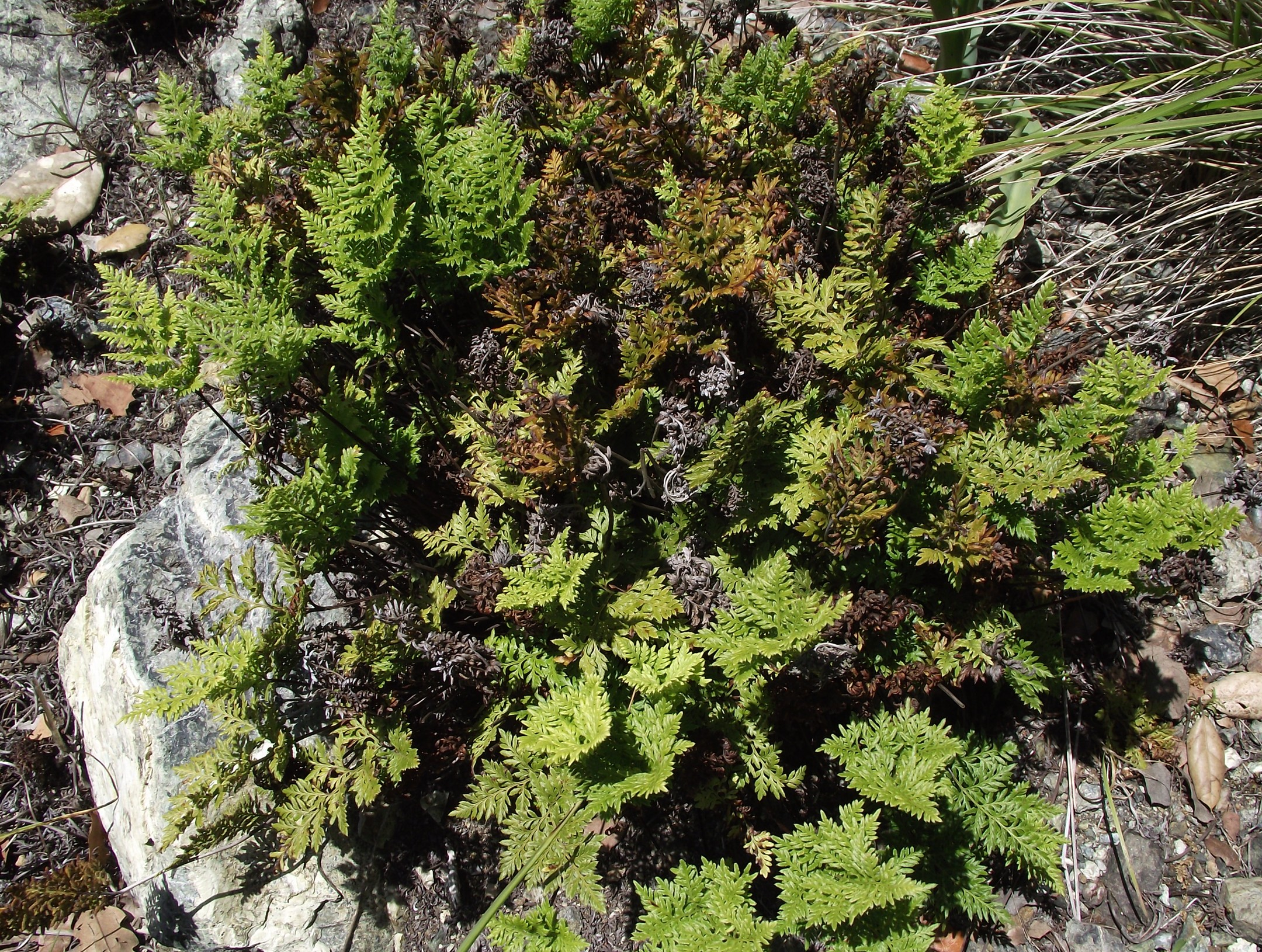